# Österreichisches Spiele Museum
Das Österreichische Spiele Museum ist ein Museum in Leopoldsdorf im Marchfeld. Träger des Museums ist der eingetragene Verein Österreichisches Spiele Museum, der seit 1990 besteht.
Das Österreichische Spiele Museum widmet sich als Mitglied der ICOM (International Council of Museums) der Dokumentation von Spielen als Kulturgut, weist eine Sammlung von über 30.000 Spielen auf und vergibt mit seiner Forschungsabteilung Wiener Spiele Akademie seit 2001 jährlich den Österreichischen Spielepreis.
Als Mitveranstalter des Österreichischen Spielefests und Veranstalter regionaler Spielefeste auf der Schallaburg, in Liezen, Gänserndorf, Wolkersdorf, Katzelsdorf und Dürnkrut widmet es sich der Verbreitung von Spielen als gesellschaftliches, edukatives und soziales Instrument.

## Geschichte
Begründet wurde das Österreichische Spiele Museum durch Dagmar und Ferdinand de Cassan, die ihre ursprüngliche Privatsammlung in das Museum einbrachten. Seit dem Jahr 1976 wird die monatliche Spielezeitschrift Win und seit 1986 das jährliche Spielehandbuch publiziert, seit 2010 zweisprachig unter dem Titel Spiel für Spiel beziehungsweise Game by Game. Mit dem 1. Oktober 2019 hat das Institut für Ludologie aus Berlin das Österreichische Spiele Museum übertragen bekommen und wird es in als „Internationales Spielemuseum“ im Residenzschloss in Altenburg (Deutschland) weiter betreiben.
Das Museum ist im  ehemaligen Bahnhof Leopoldsdorf der Lokalbahn Siebenbrunn–Engelhartstetten beheimatet.

## Veranstaltungen
- Spielefest Wien
- Stadt, Land, Spielt!